# Krynica (przystanek kolejowy)
Krynica (biał. Крыніца, ros. Криница) – przystanek kolejowy w miejscowości Krynica, w rejonie mołodeczańskim, w obwodzie mińskim, na Białorusi.